# Великий Калі
Даліп Сінгх Рана (панджа. ਦਲੀਪ ਸਿੰਘ ਰਾਨਾ) — індійський професійний реслер, актор, пауерліфтер, що вигравав титул Містер Індія в 1995 і 1996 роках.

## Біографія
До початку виступів в професійному реслінгу він був офіцером у панджабський поліції. Великий Калі — один з найбільших реслерів за всю історію існування цієї індустрії. На сьогоднішній день він є найбільшим реслером WWE. Гігант Калі виступає на Smackdown!, де він одного разу ставав чемпіоном світу. Калі також вважається найбільшим спортсменом в історії пауерліфтингу, яким він займався протягом декількох років.

## Реслінг
- Фінішер
  - Punjabi Plunge
- Улюблені прийоми
  - Big boot
  - Chokeslam
  - Clothesline
  - Khali Chop
  - Nerve hold
  - Repeated back elbow strikes to a cornered opponent
  - Short–arm clothesline
  - Slap
- Менеджери
  - Джиндер Махал
  - Теодор Лонг
  - Горнцвоґл
  - Наталія
- Музичні теми
  - «Da.ngr» від Джима Джонсона (2006–2008; 2011)
  - «Land of Five Rivers»[89] від Panjabi MC (2008–2011; 2012–2014)
  - «Main Yash Hun V2» Джима Джонсона

## Титули і нагороди
- New Japan Pro Wrestling
  - Teisen Hall Six-Man Tournament (2002)- з Masahiro Chono і Giant Silva
- Pro Wrestling Illustrated
  - PWI ставить його під № 83 в переліку 500 найкращих реслерів 2008 року
  - PWI ставить його під № 105 в переліку 500 найкращих реслерів 2011 року
  - PWI ставить его під № 102 в переліку 500 найкращих реслерів 2012 року
- World Wrestling Entertainment
  - Чемпіон світу у важкій вазі WWE (1 раз)
  - Нагорода Слэммі в номінації «Damn! Moment of the Year» (2008)
  - Переможець Королівської битви на Реслманії XXVII
- Wrestling Observer Newsletter awards
  - Most Overrated (2007)
  - Worst Gimmick (2008)

## Фільмографія
| Рік  |   | Українська назва                       | Оригінальна назва                      | Роль                                 |
| ---- | - | -------------------------------------- | -------------------------------------- | ------------------------------------ |
| 2005 | ф | Все або нічого                         | The Longest Yard                       | Терлі                                |
| 2008 | ф | Будь кмітливим                         | Get Smart                              | Даліп                                |
| 2010 | ф | СуперМакҐрубер                         | MacGruber                              | Таг Фелпс                            |
| 2010 | ф | Кушті                                  | Kushti                                 | Рамакрішна                           |
| 2010 | ф | Рама: Спаситель                        | Ramaa: The Saviour                     | Валі                                 |
| 2010 | с |                                        | Bigg Boss                              | себе (4 сезон)                       |
| 2011 | с | Робота, що втекла                      | Outsourced                             | Фентезі Раджив (1 сезон, 18 серія)   |
| 2012 | ф | Джунглі кличуть! У пошуках Марсупіламі | Houba! On the Trail of the Marsupilami | Боло                                 |
| 2012 | с | Два королі                             | Pair of Kings                          | Атог-велетень (серія «Fight School») |